# September 2002
Dit artikel geeft een chronologisch overzicht van alle belangrijke gebeurtenissen per dag in de maand september van het jaar 2002.

## Gebeurtenissen

### 1 september
- De politie in Spaans Baskenland maakt in Bilbao een zware bom onschadelijk. Volgens de politie is de bomauto geladen met 30 kilo explosieven.
- De Rotterdamse cultuursector kiest tijdens de plaatselijke uitmarkt de confrontatie met Leefbaar Rotterdam. De partij vindt dat er op de cultuur flink beknibbeld kan worden.
- De Nederlandse hockeysters blijven bij het toernooi om de Champions Trophy in het Chinese Macau ongeslagen, maar meer dan een bronzen medaille levert dat niet op.

### 2 september
- Hans Smits, de voorzitter van de raad van bestuur van Rabobank, legt per direct zijn functie neer. In 1998 maakte hij de overstap van president-directeur van Schiphol naar de Rabobank, waar hij eerst functioneerde als plaatsvervangend voorzitter.
- Het sterk gestarte Nederlands vrouwenvolleyballteam verliest bij het WK volleybal de tweede wedstrijd op rij. Na de 0-3 tegen Cuba gaat het team met dezelfde cijfers onderuit tegen ranglijstaanvoerder Zuid-Korea.
- Rusland blijft tegenstander van een mogelijke Amerikaanse aanval op Irak en waarschuwt de VS dat gebruik van geweld de stabiliteit in de regio bedreigt.

### 3 september
- Khee Liang Phoa wordt door de LPF voorgedragen als staatssecretaris van Emancipatie en Gezinszaken. Phoa volgt Philomena Bijlhout op, die enkele uren na de beëdiging van het kabinet Balkenende moest opstappen omdat zij onjuiste informatie had verstrekt over haar verleden als militielid in Suriname in 1983.
- Sjeng Schalken plaatst bij de laatste zestien van de US Open. De Limburgse tennisser verslaat in de derde ronde de Armeniër Sargis Sargsian in vier sets: 7-5, 6-3, 3-6, en 6-1. Schalken bereikt voor de eerste keer in zijn loopbaan de laatste zestien van de US Open.

### 7 september
- Het Nederlands voetbalelftal begint de kwalificatiereeks voor het EK voetbal 2004 met een 3-0 overwinning op Wit-Rusland. Doelpuntenmakers in het Philips Stadion in Eindhoven zijn Edgar Davids, Patrick Kluivert en Jimmy Floyd Hasselbaink.

### 8 september
- In Keulen wint de Nederlandse mannenhockeyploeg voor de zesde keer de Champions Trophy.
- Bij het WK basketbal in de Verenigde Staten gaat de wereldtitel voor de vijfde keer naar het team van Joegoslavië. De Duitser Dirk Nowitzki wordt na afloop uitgeroepen tot meest waardevolle speler (MVP) van het toernooi.

### 10 september
- Zwitserland wordt lid van de Verenigde Naties.

### 14 september
- De Amerikaanse atleet Tim Montgomery verbetert het ruim drie jaar oude wereldrecord op de 100 m sprint met 0,01 s en brengt het op 9,78 s.

### 19 september
- Burgeroorlog in Ivoorkust begint.

### 22 september
- De verkiezingen in Duitsland worden gewonnen door de Sociaaldemocratische Partij van Duitsland met 38,5 % van de stemmen.
- In Nice behaalt de Franse triatleet Cyrille Neveu de wereldtitel lange afstand. Bij de vrouwen gaat de zege voor de tweede keer naar de Duitse Ines Estedt.

### 25 september
- Bij het WK basketbal voor vrouwen in China gaat de titel andermaal naar het team van de Verenigde Staten.

### 26 september
- De Senegalese veerboot Joola kapseist. Meer dan 1800 opvarenden komen om.

### 27 september
- Oost-Timor wordt lid van de Verenigde Naties.

### 28 september
- Honderdduizenden mensen lopen een protestmars in Londen om te protesteren tegen de Amerikaanse voornemens Irak binnen te vallen.
- Het Zuid-Afrikaans voetbalelftal wint de zesde editie van de COSAFA Cup door in de finale (over twee wedstrijden) Malawi te verslaan.

## Overleden
<< · januari · februari · maart · april · mei · juni · juli · augustus · september · oktober · november · december · >>